# Köztársaság
A köztársaság olyan állam, amelyben a politikai hatalmat a nép által megválasztott képviselők gyakorolják. A köztársaság az örökletes monarchia ellentéte , de nem mindig a demokrácia szinonimája.
A szó a legtöbb európai nyelvben a latin res publica (közügy) kifejezésből ered (vö. republikanizmus), ami az ókori Római Köztársaságban egyszerre jelenti a köztulajdont, a közteret, ami nincsen magántulajdonban, és a közügyeket, ami a közös dolgok feletti közös rendelkezést jelenti.
A köztársaság ókori eszme, és valójában a zsarnokság feletti győzelmet jelképezi. Fogalma elsősorban az államok egyik törzsfogalmához, az államformához kötődik, amelyben a polgárok közössége, illetve az alkotmányában előírt módon választott köztársasági elnök (államfő) és képviselőik vesznek részt a közügyek megvitatásában, együttesen gyakorolják az államhatalmat. A központ hatalma csak a polgáraitól ered, nincsen egyéb örökölt e világi, vagy túlvilági forrása és nem kötődik egyetlen társadalmi-gazdasági alakulathoz sem. Az egyes köztársaságok a hatalomgyakorlás mikéntje alapján rendszerezhetők. A köztársaság egységét a  köztársasági elnök szimbolizálja. A köztársaság eszméje a modern korban összefonódik a népszuverenitás eszméjével.

## Története

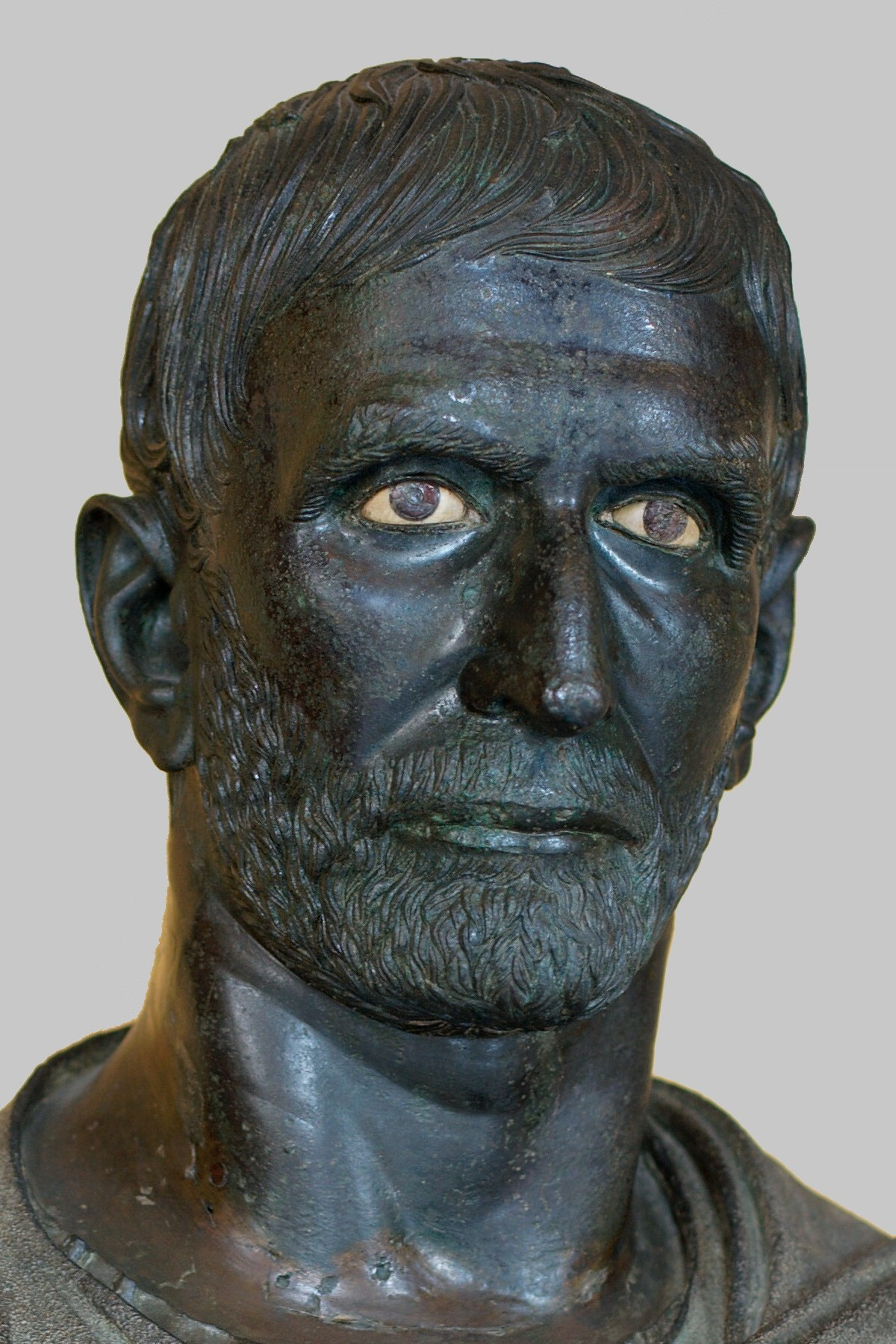
Lucius Iunius Brutus hagyományosan a Római Köztársaság alapítójának és az első consulnak tekintett politikus

Köztársaságként működtek az ókorban a görög poliszdemokráciák és a Római Köztársaság, valamint a középkor virágzó olasz kereskedővárosainak a többsége, mint például a Velencei Köztársaság és a Firenzei Köztársaság. A 16-17. századig Európában szinte egyeduralkodó volt a monarchikus államforma, köztársaságok csak kivételesen jöttek létre, és főleg kis területű államokra, városállamokra, államszövetségekre voltak jellemzők. (San Marino, Krakkói Köztársaság, Frankfurt, Bréma, Svájci Konföderáció és kantonjai). A 17-18. századig a köztársaságot ókori városállamok jellegzetes működési módjának tekintették és a népuralom valamilyen formájával azonosították. A 18. századot követően a királyság a hűbéri rendhez kötődött, szemben a köztársasággal, amely a népszuverenitás elveihez kapcsolódott. 1792-ben létrejött az első francia köztársaság, amely az 1875-ös alkotmány alapján haladó politikai hagyományt is teremtett a köztársasági eszme köré. A köztársasági államforma jelentős elterjedését az  első világháborút követően a 20. század hozta meg Európában, ahol ma már csak néhány állam monarchia, bizonyos kiváltságokkal. Machiavelli ebben az államformában alapvetőnek tartotta a polgárok egyenlőségének biztosítását, az erények érvényesülését. Montesquieu a köztársaságban az egész nép, vagy annak egy része által gyakorolt hatalmat tekintette lényegesnek.

## Köztársaságok rendszerezése a hatalomgyakorlás mikéntje szerint

### Közvetlen hatalomgyakorlás
Kr. e. 508-ban az athéni demokráciában a népgyűlés a hatalom tényleges birtokosa. Tagja volt minden teljes korú athéni polgár. (Nem lehetett polgár: rabszolga, nő, betelepedett idegen.) Ez hozta a törvényeket, választotta a tisztviselőket, döntött hadüzenetről. Az ötszázak tanácsának tagjai egy évig voltak hivatalban és ezért fizetést kaptak. Feladatuk volt a népgyűlés elé kerülő törvényjavaslatok megvitatása, a határozatok végrehajtása.

### A képviseleti hatalomgyakorlás kormányformái
- Parlamentáris hatalomgyakorlás, itt a végrehajtó hatalom – a kormány – a parlamentnek felelős. A köztársasági elnök jogosultságai gyengék, a parlamentnek alárendelten működik, csak protokolláris szerep jut neki, és többnyire a parlament választja meg. Főleg Európában jellemző, a többi földrészen ritka.
- Félelnöki (félprezidenciális) hatalomgyakorlás, ha a köztársasági elnök erős jogosítványokkal és vétójoggal rendelkezik. Itt a végrehajtó hatalom – a kormány – a parlamentnek és az elnöknek is felelős, akit közvetlenül választanak meg. Jogi felelőssége van mind a köztársasági elnöknek, mind a kormánynak, de politikai felelőssége csak a kormánynak, a törvényhozó hatalom felé.
- Elnöki (prezidenciális) hatalomgyakorlás, ha a köztársasági elnök a végrehajtó hatalom feje. A kormány nem a parlamentnek, hanem az elnöknek felelős, akit közvetlenül választanak meg. Beleszólása van a törvényhozó hatalomba (vétójog, üzenetek). Jogi felelőssége van (impeachment eljárás).
- A direktoriális (kollegiális) kormányzati rendszerben a végrehajtó hatalom a törvényhozás által választott tanács kezében összpontosul, amely mellett ügyvezető kormány működik. Az elnököt évente egymást váltva, maguk közül választják. A tanács nem váltható le.[3]  Hatalmi ellensúlyként a népszavazás intézménye szolgál.[4]

### Diktatórikus hatalomgyakorlás (alaki köztársaság)
Az állami főhatalom (a kormányzati hatalom) forrása nem a népakarat. A diktatúra valamely személynek vagy csoportnak az erőszakszervezetekre támaszkodó, kivételes törvényekkel szentesített korlátlan hatalma.
- Teokratikus hatalomgyakorlás , külsőlegesen köztársasági berendezkedés, melyben a köztársaság megválasztott szervei a kormány, a parlament és a köztársasági elnök egyaránt alá vannak vetve a vallási legfelsőbb szervnek. Így a legfőbb hatalom birtokosai a vallási vezetők.
- Kommunista hatalomgyakorlás, külsőleg köztársasági berendezkedés, amelyben az alkotmány kimondja a kommunisták pártjának vezető szerepét. A népköztársaságban, a népi demokratikus köztársaságban és a szocialista köztársaságban a kommunista vezetők testületei a hatalom birtokosai. Az általuk meghozott döntések végrehajtói pedig az egyéb szervek (kormány, parlament, köztársasági elnök).
- Katonai és más diktatúra hatalomgyakorlása, külsőleg köztársasági berendezkedés, melyben katonai diktatúra vagy olyan egyéb rendszer működik, amelyben a hatalom birtokosa egyetlen szervezet.

## Legfőbb állami szervek
Egyes országokban eltérőek lehetnek:
- Küldöttgyűlés
- Parlament (Magyarországon az Országgyűlés)
- Kormány
- Legfelsőbb Bíróság
- Alkotmánybíróság
- Legfőbb Ügyészség
- Számvevőszék

## A gyakorlatban
- A köztársaság eredeti fogalma sok tekintetben hasonlít a demokrácia fogalmára, és sokan feltételezik, hogy a köztársaságok mind demokratikusak. Valójában a köztársaság megvalósulása sokféle lehet, és a valódi hatalommal rendelkező közösség az állam területén élőknek lehet egy jól elhatárolt kisebbsége is. Gyakorlatilag minden olyan államhatalom, amely nem monarchikus jellegű, általában köztársaságnak tekinti magát, de ezek egy részét a mai fogalmaink szerint nem tekintjük demokratikusnak. Ilyen arisztokratikus köztársaság a Római Köztársaság, amelyben csak a népnek egy része élvez függetlenséget.
- A modern demokratikus köztársaság két alapfeltételen nyugszik: az általános, titkos, egyenlő választójog teljessége és a legális, nem üldözhető ellenzéki tevékenység szabadsága jelentik a legfontosabb garanciákat. További feltétel, hogy az államhatalom törvényhozó, végrehajtó és bírói hatalomból áll. Ideális esetben a három ág elkülönül egymástól.
- Svájcban a kétkamarás Szövetségi Gyűlés (mint törvényhozó hatalom) adja a héttagú Szövetségi Tanácsot (végrehajtó hatalom).
- Magyarország államformája 1989. október 23. óta újra köztársaság. Ekkor hivatalos elnevezése is Magyar Köztársaság lett, de az Alaptörvény 2012-től az ország hivatalos nevéből a köztársaság szót törölve azt egyszerűen Magyarországra változtatta. Ez a változtatás és az alkotmány átalakítása számtalan kérdést és anomáliát felvet a magyar jogban, hiszen az eddig (2012-ig) hatályban lévő alkotmány értelmében: 1989. évi XVII. törvény / II. Fejezet: Az országos népszavazás / 7.§ Az Alkotmány elfogadásáról (megerősítéséről) népszavazás útján kell dönteni. Ez a törvény nem lett betartva ekkor.

### Köztársaságok jegyzéke

Az EU kormány- és államformái
félelnöki köztársaság
parlamentáris köztársaság
parlamentáris alkotmányos monarchia

Parlamentáris, ha a törvényhozó és a végrehajtó hatalmi ágak nem különülnek el egyértelműen, a végrehajtó hatalom fölötti ellenőrzést is a törvényhozás látja el (a tényleges végrehajtói hatalommal rendelkező kormányfőt nem közvetlenül választják a választók, hanem a parlament szavaz neki bizalmat), viszont az államfő és a kormányfő szerepe és személye világosan elkülönül – az utóbbi a valós hatalom feje. A köztársasági elnök jogosultságai gyengék, a parlamentnek alárendelten működik, főként protokolláris szerep jut neki, és többnyire a parlament választja. Ez a kormányforma főleg Európában jellemző.
| - Etiópia - Mauritius - Szomália - Dominikai Közösség - Trinidad és Tobago - Szamoa - Vanuatu - Banglades - India - Izrael | - Kelet-Timor - Nepál - Szingapúr - Törökország - Albánia - Ausztria - Bulgária - Csehország - Észtország - Finnország | - Görögország - Horvátország - Izland - Írország - Lengyelország - Lettország - Litvánia - Észak-Macedónia - Magyarország - Málta | - Németország - Olaszország - Portugália - Szerbia - Szlovákia - Szlovénia |

Félelnöki, ha a köztársasági elnök erős jogosítványokkal és vétójoggal rendelkezik. Itt a végrehajtó hatalom – a kormány – a parlamentnek és az elnöknek is felelős, akit népszavazással választanak meg:
| - Algéria - Angola - Bosznia-Hercegovina - Dél-afrikai Köztársaság - Egyiptom - Franciaország - Guyana - Jemen - Libanon - Moldova | - Mongólia - Montenegró - Oroszország - Románia - San Marino - São Tomé és Príncipe - Srí Lanka - Ukrajna - Zöld-foki Köztársaság |

Elnöki, ha a köztársasági elnök a végrehajtó hatalom feje. A kormány nem a parlamentnek, hanem az elnöknek felelős, akit népszavazással választanak meg:
| - Argentína - Azerbajdzsán - Benin - Bissau-Guinea - Bolívia - Botswana - Brazília - Burkina Faso - Burundi - Chile - Ciprus - Comore-szigetek - Costa Rica - Csád - Dzsibuti - Dominikai Köztársaság | - Ecuador - Elefántcsontpart - Egyenlítői-Guinea - Fehéroroszország - Fülöp-szigetek - Gabon - Gambia - Grúzia - Ghána - Guatemala - Guinea - Haiti - Honduras - Indonézia - Kamerun | - Kazahsztán - Kenya - Kiribati - Kolumbia - Kongói Demokratikus Köztársaság - Kongói Köztársaság - Dél-Korea - Közép-Afrika - Kirgizisztán - Libéria - Madagaszkár - Malawi - Maldív-szigetek - Mali - Marshall-szigetek - Mexikó | - Mikronézia - Mozambik - Namíbia - Nauru - Nicaragua - Niger - Nigéria - Örményország - Palau - Panama - Paraguay - Peru - Ruanda - Salvador - Seychelle-szigetek - Sierra Leone | - Suriname - Szenegál - Szudán - Tádzsikisztán - Tanzánia - Togo - Tunézia - Türkmenisztán - Uganda - USA - Uruguay - Üzbegisztán - Venezuela - Zambia - Zimbabwe |

Direktoriális köztársaság:
| - Svájc |

Teokratikus köztársaság, ha megválasztott szervek felett egy vallási szerv vétójoggal rendelkezik. A kormány, a parlament és az elnök egyaránt alá vannak vetve ennek a vallási legfelsőbb szervnek:
| - Irán - Afganisztán - Pakisztán |

Kommunista állam („szocialista népköztársaság"), formálisan köztársasági berendezkedés, amelyben az alkotmány kimondja a kommunista párt vezető szerepét. A kommunista párt vezető testületei a hatalom birtokosai. Az egyéb szervek (kormány, parlament, elnök) a kommunista párt vezető testületei által meghozott döntések végrehajtói:
| - Észak-Korea - Kína - Kuba - Laosz | - Vietnám |

Egyéb (katonai és más diktatúra), formálisan köztársasági berendezkedés, melyben katonai diktatúra vagy olyan egyéb rendszer működik, amelyben a hatalom birtokosa egyetlen szervezet:
| - Eritrea - Fidzsi - Mauritánia - Kazahsztán - Közép-afrikai Köztársaság | - Mianmar - Szíria |